# Alismatidae
Alismatidae is een botanische naam in de rang van onderklasse: de naam is gevormd vanuit de familienaam Alismataceae.
Het Cronquist-systeem (1981) gebruikte de naam Alismatidae voor een van de vijf onderklassen in de klasse Liliopsida, de naam die Cronquist gebruikte voor de eenzaadlobbigen. De samenstelling was deze:
- onderklasse Alismatidae
  - orde Alismatales
  - orde Hydrocharitales
  - orde Najadales
  - orde Triuridales

Deze groep is in het APG II-systeem (2003) redelijk bij elkaar gebleven, aldaar als de orde Alismatales, al zijn sommige planten elders geplaatst en is aldaar de familie Araceae nieuw ingevoegd in de groep.